# Чемпионат мира по хоккею с шайбой среди юниорских команд 2020
Чемпионат мира по хоккею с шайбой среди юниорских команд 2020 года — отменённый турнир юниорского чемпионата мира под эгидой ИИХФ, который должен был пройти с 16 по 26 апреля 2020 года в небольших американских городах Анн-Арбор и Плимут. Место проведения турнира определено на ежегодном конгрессе ИИХФ, который состоялся в мае 2019 года во время чемпионата мира в Братиславе. Турнир отменен из-за пандемии коронавируса.

## Участвующие команды
В чемпионате должны были принять участие 10 национальных команд — восемь из Европы и две из Северной Америки. Сборная Германии перешла из первого дивизиона, остальные — с прошлого турнира ТОП-дивизиона.
Европа
- Чехия*
- Латвия*
- Финляндия*
- Россия*
- Швеция*
- Германия^
- Швейцария*
- Беларусь*

Северная Америка
- Канада*
- США×

* = 8 команд автоматически квалифицировались в высший дивизион по итогам чемпионата мира 2019 года
^ = Команда перешла в высший дивизион по итогам первого дивизиона чемпионата мира 2019 года
x = Организатор чемпионата